# قایق توپ‌دار کلاس آنت
قایق توپ‌دار کلاس آنت (به انگلیسی: Ant-class gunboat) یک کلاس از قایق‌های توپ‌دار است که طول آن ۸۵ فوت (۲۶ متر) می‌باشد.